# 金正日花

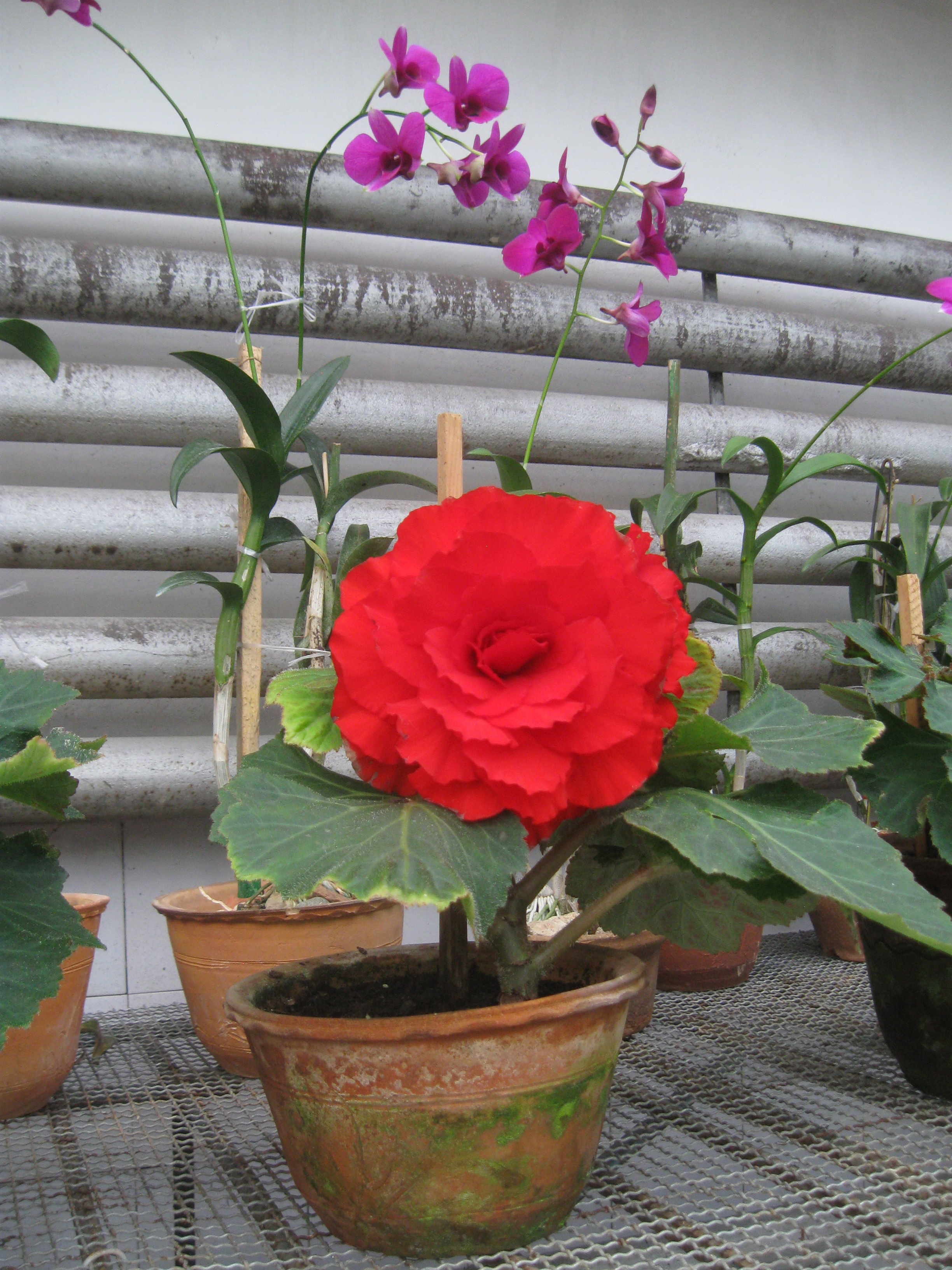
金正日花

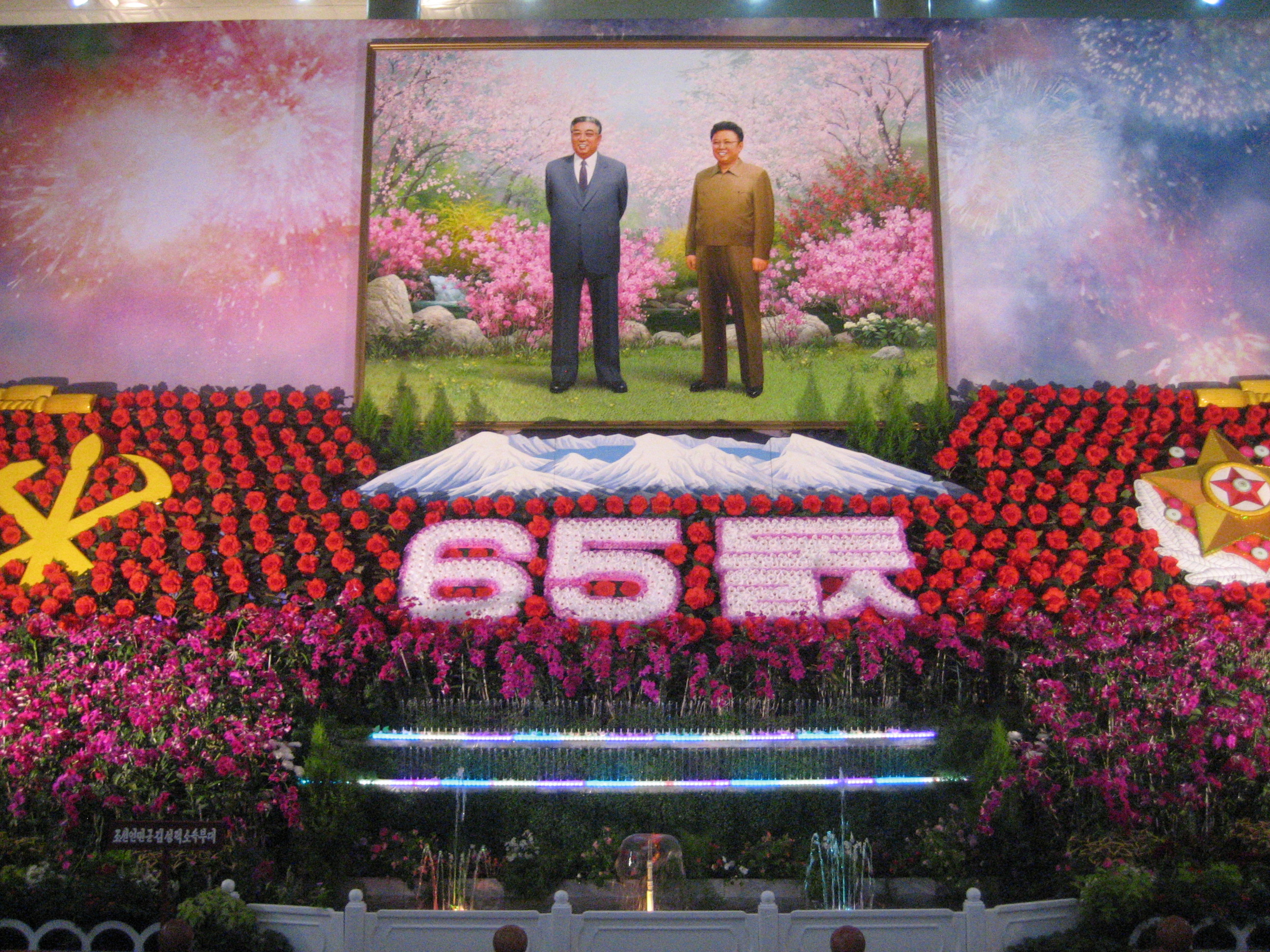
用於朝鮮慶典

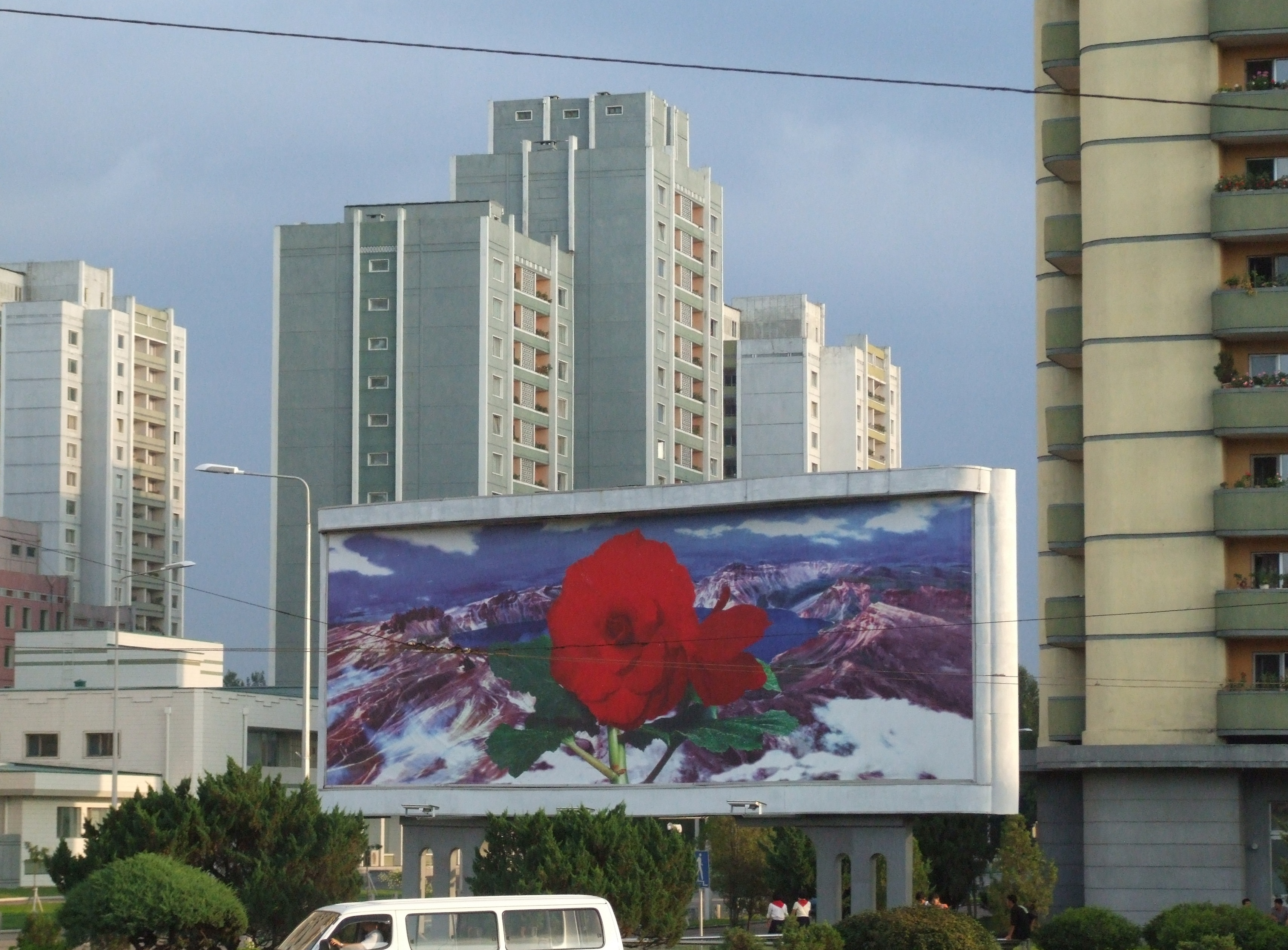
於平壤街頭海報

金正日花（日语：金正日花；朝鲜语：／）是一種由日本培育的多年生秋海棠科植物。1980年代，靜岡縣掛川市的園藝學家加茂元照花了20多年培育成的新花種，該花色彩鮮紅亮麗，高度重瓣，雌雄花同株，花徑約10至20厘米，最大可達25厘米，每株约十朵花，開花期長達120天。莖幹直立粗壯，抗病蟲能力頑強，十分容易繁殖栽培。

## 花名的起源
為了表示日本與朝鮮民主主義人民共和國的友誼，花主加茂元照把該花命名為朝鮮民主主義人民共和國的領袖「金正日花」，1988年2月16日作為慶賀金正日46歲生日禮物，送到朝鮮民主主義人民共和國。

## 金正日花的辉煌

### 普及
由於該花容易培育及艷麗耐觀，自從引進朝鲜後，當地民眾争相栽種，其广泛普及的風氣甚至影響了毗鄰的中華人民共和國。如今金正日花从朝鲜中央植物园到朝鲜各地，乃至美国、俄国等60多个国家都有栽培，而且人数越来越多。在印度尼西亚、美国、日本等众多国家均修建了金正日花温室，并相继成立了金正日花协会、爱好会、普及后援会等组织。

### 展览
自從1996年金正日诞辰日（2月16日）開始，每年在朝鮮民主主義人民共和國的首都平壤均会舉行「金正日花展」，前往参观的不仅有朝鲜国内的“花癡”，远隔重洋的海外侨胞，中国大陆及日本民眾亦會擁帶自栽的金正日花來此競逐。在大型的展会上，各国的使节也会前来观展。

### 获奖
国际园艺生产者协会总裁、世界园艺博览会国际评审委员会主席曾说，以世界“花卉的王国”自居的荷兰也没有像金日成花这样迷人的、像金正日花那样热情迸发的花。此外，該花在國際花卉展覽會上亦屢獲獎項：
- 1991年5月：前捷克斯洛伐克的布拉迪斯拉發舉行的第12屆國際花卉展覽會裡，該花博得了高度评价，被授予特別獎和金質獎章。
- 1995年3月：在瑞典舉行的北歐花卉展覽會
- 1997年8月：中華人民共和國的吉林花卉博覽會
- 1999年5月：中華人民共和國雲南省昆明舉行的世界園藝博覽會
- 2004年8月：美國加利福尼亞州舉行的秋海棠展覽會裡，分別獲得了最高獎大獎及一等獎[來源請求]
- 2006年：中華人民共和國瀋陽舉行的世界園藝博覽會上也被授予最高獎金獎及獎狀。